# Plácido de Castro
Plácido de Castro est une ville brésilienne de l'est de l'État de l'Acre. Sa population était estimée à 16 031 habitants en 2006. La municipalité s'étend sur 2 047 km2.

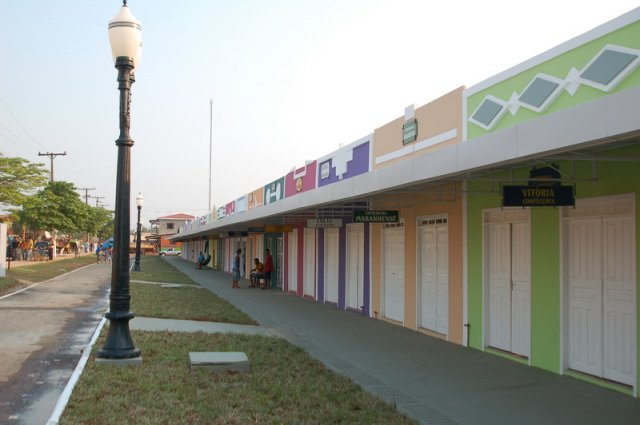
Scène de rue

## Maires
| Période | Période | Identité      | Étiquette | Qualité |
| ------- | ------- | ------------- | --------- | ------- |
| 2009    | 2012    | Paulo Almeida | PT        |         |